# Seattle Bowl
Le Seattle Bowl était un match annuel de football américain de niveau universitaire qui n'a eu lieu qu'à deux reprises (en 2001 et 2002) à Seattle dans l'état de Washington aux États-Unis. Il opposait une équipe issue de l'ACC et de la Pac 10.
Ce bowl est en fait la continuation de l'Oahu Bowl lequel déménageant vers Seattle a changé de dénomination. 
Le match de 2011 s'est joué au Safeco Field et en 2002 au Seahawks Stadium.
Il n'y a pas eu de 3e édition à la suite des problèmes financiers.

## Histoire
Même si le mois de décembre à Seattle présente une température moyenne de 41 °F (5 °C) et qu'il y pleut deux jours sur trois, les organisateurs de l'Oahu Bowl désirent déménager vers la côte ouest des États-Unis après la saison 2000. Hawaï accueillait également depuis plusieurs années l'Aloha Bowl. Ce dernier perd son accréditation NCAA après la saison 2000 et ne sera plus rejoué malgré une tentative vaine de s'implanter à San Francisco. 
D'une part, les responsables de l'Oahu Bowl pensaient que des équipes de la côte ouest faciliteraient l'ancrage du bowl dans la ville de Seattle et d'autre part, les responsables de la ville espéraient que l'organisation du bowl à cette période très creuse de l'année permettrait d'attirer des touristes et ainsi d'engranger de nouvelles recettes. 
En 2001, le match devait opposer les 5e équipes des conférences ACC et Pac 10 au Safeco Field. Il obtient le sponsoring de la société Jeep (qui était déjà le sponsor de l'Oahu Bowl). Devant 30 144 fans, les Yellow Jackets de Georgia Tech battent 24 à 14 le Cardinal de Stanford pourtant classée # 9 au classement du BCS (# 11 aux classements AP et Coaches).
Le match de 2002 faillit ne jamais avoir lieu. Moins d'une heure avant le dernier délai donné par la NCAA, les organisateurs apportèrent une preuve de crédit d'1,5 M$ ce qui permit l'organisation du match. Il eut lieu au Seahawks Stadium et vit la victoire de Wake Forest 38 à 17 sur Oregon. Il y eut 38 241 spectateurs grâce à un nombre important de fans de l'équipe des Ducks de l'Oregon qui avaient un court déplacement à effectuer. Cependant, la dotation avait été fixée à 1 M$ par équipe. Les organisateurs n'ayant pu trouver un sponsor du nom du bowl après le retrait de la société Jeep, le bowl fut un échec financier.
À la suite de ces pertes financières importantes, il y avait peu de chance qu'une 3e édition ait lieu. Terry Daw, président de l'organisation du bowl, démissionna et la NCAA ne reçut jamais les deux lettres de crédit d'1,5 M$ exigées dans les temps impartis. L'accréditation fut retirée et l'évènement ne fut plus organisé.

## Palmares
| Dates            | Vainqueurs         | Scores  | Perdants          | Assistances | Conférences  | Notes        |
| ---------------- | ------------------ | ------- | ----------------- | ----------- | ------------ | ------------ |
| 25 décembre 2001 | Georgia Tech (7-5) | 24 - 14 | #9 Stanford (9-2) | 30 144      | ACC - Pac 10 | Résumé (en)  |
| 30 décembre 2002 | Wake Forest (6-6)  | 38 - 17 | Oregon (7-5)      | 38 241      | ACC - Pac 10 | Statistiques |